# Yamoussoukro
Yamoussoukro je glavno mesto Slonokoščene obale in s približno 300.000 prebivalci (po popisu leta 1998) eno največjih mest v tej zahodnoafriški državi. Nahaja se v osrednjem delu Slonokoščene obale, približno 40 km južno od velikega umetnega jezera Kossou na reki Bandama.
Še pred stoletjem je bila na kraju, kjer zdaj stoji mesto, le majhna vasica, ki so jo francoski upravitelji imenovali za lokalno administrativno središče. Tam se je leta 1905 rodil Félix Houphouët-Boigny, politik in prvi predsednik samostojne Slonokoščene obale, ki je vladal več kot 30 let in sprožil gospodarski razcvet države. Kmalu po imenovanju je sprožil proces selitve prestolnice v svojo rojstno vas, kjer je po zgledu drugih bogatih samodržcev v Afriki zagnal številne gradbene projekte sredi džungle. Yamoussoukro je leta 1983 kot glavno mesto nadomestil obalni Abidžan, ki je mnogo večje mesto in še zdaj de facto gospodarsko ter upravno središče, tam ima sedež tudi večina tujih predstavništev. To je bila že tretja selitev glavnega mesta Slonokoščene obale v 80 letih – pred Abidžanom sta imeli to vlogo že mesti Grand Bassam in Bingerville.
Najimpozantnejša zgradba v mestu je bazilika Naše Gospe miru (dejansko manjša bazilika), megalomanska cerkev, ki po zgradbi posnema vatikansko baziliko svetega Petra in je omenjena v Guinnessovi knjigi rekordov kot celo večja od nje ter največja cerkev na svetu sploh, vendar vključuje še župnišče in vilo, ki nista strogo del cerkve. Houphouët-Boigny jo je dal zgraditi ob koncu obdobja gospodarskega razcveta države, skupaj s še drugimi monumentalnimi zgradbami, s čimer si je hotel postaviti spomenik. Kot goreč katolik je denimo dal vanjo vdelati vitraž, na katerem se ob Jezusu vzpenja v nebesa. V spomin na Houphouët-Boignyjevo vladavino v mestu stojijo še hotel s petimi zvezdicami, v marmor odet kongresni center, predsedniška palača z jezerom in druge zgradbe, ki zdaj pretežno samevajo. Tudi obrede v cerkvi, ki sprejme več kot 10.000 ljudi, zdaj dnevno obiskuje le nekaj sto vernikov, saj je katolikov med prebivalci Slonokoščene obale manj kot tretjina. Nejevoljno jo je posvetil papež Janez Pavel II. ob svojem obisku leta 1990, vendar pod pogojem, da bo poleg postavljena bolnišnica (česar vlada do danes še ni storila).
Že v 1980. letih je gospodarski vzpon države strmoglavil zaradi zloma trga s kakavom, kar je predsednika prisililo v politične reforme, ni pa ustavilo megalomanskih projektov. Izgradnja bazilike, ki je stala 300 milijonov USD, je tako podvojila zunanji dolg. Po Houphouët-Boignyjevi smrti je v Slonokoščeni obali sledilo obdobje politične nestabilnosti in več državljanskih spopadov, v katerih je bil tudi Yamoussoukro močno poškodovan.